# Progreso (Texas)
Progreso is een plaats (city) in de Amerikaanse staat Texas, en valt bestuurlijk gezien onder Hidalgo County.

## Demografie
Bij de volkstelling in 2000 werd het aantal inwoners vastgesteld op 4851.
In 2006 is het aantal inwoners door het United States Census Bureau geschat op 5309, een stijging van 458 (9,4%).

## Geografie
Volgens het United States Census Bureau beslaat de plaats een oppervlakte van
7,7 km², geheel bestaande uit land. Progreso ligt op ongeveer 21 m boven zeeniveau.

## Plaatsen in de nabije omgeving
De onderstaande figuur toont nabijgelegen plaatsen in een straal van 8 km rond Progreso.